# Les Petites-Roches
Pour les articles homonymes, voir Petites Roches (homonymie).
Le Sanatorium du Rhône, puis Centre médico-chirurgical (CMC) Les Petites-Roches ouvre ses portes en 1933 à Saint-Hilaire-du-Touvet sur le plateau des Petites Roches. C'est à l'origine un établissement public interdépartemental géré par le Conseil général du Rhône.

## Histoire
L'architecte Tony Garnier a participé au concours d'architecture, mais son projet ne fut pas retenu, et ce furent les architectes du Centre médical Rocheplane (Robert Fournez et Louis Sainsaulieu) qui en firent la conception.
Le sanatorium est flanqué de deux autres sanatoriums :
- Le Centre médical Rocheplane (dépendant de l'Association métallurgique et minière contre la tuberculose) créé en 1929.
- Le Sanatorium des étudiants de France (aujourd'hui « Centre médico-universitaire Daniel-Douady »), créé en 1933, il bénéficie d'installations antérieures nécessaires à la construction de Rocheplane — essentiellement le funiculaire de Saint-Hilaire-du-Touvet (1924). Pour cause de financement il est construit jusqu'au bas de la commune. Pour monter le matériel à Rocheplane (1 100 mètres) un petit train est construit[réf. souhaitée].

L'établissement est formé à l'origine de deux ailes séparées :
- celle dédiée aux hommes : « Aile Savoie »
- celle dédiée aux femmes : « Aile Dauphiné »

Celles-ci sont reliées en 1940 par un bâtiment central dans lequel sont hébergés un bloc opératoire, des bureaux, une salle polyvalente et une chapelle.
Dans les années 1960, avec la récession de la tuberculose, le sanatorium s'oriente vers la convalescence et la rééducation des malades autres que tuberculeux. Il devient le CMC dans les années 1970.
Rattaché en 2003 au CHU de Grenoble, le CMC est aujourd'hui fermé. Les raisons officielles en sont le risque d'avalanches.
Abandonnés rapidement et laissés à la dégradation, les hôpitaux, s'ils représentent un terrain de jeu pour certaines activités, sont devenus très dangereux. Les trois bâtiments à l'abandon ont été détruits entre 2016 et 2019.
Rocheplane fut déplacé à Saint-Martin-d'Hères dans des locaux neufs.